# وادیم آدامیان
وادیم آدامیان (ارمنی: Վադիմ Մովսեսի Ադամյան؛ اردو: Вадим Мовсесович Адамян؛ زادهٔ ۲ دسامبر ۱۹۳۸) فیزیک‌دان نظری و ریاضی‌دان ارمنی‌تبار اهل اتحاد شوروی-اوکراین که استاد و مدیر دپارتمان فیزیک نظری دانشگاه اودسا می‌باشد. وی بخاطر مشارکت‌هایش در نظریه عمل‌گرها و آنالیز تابعی شناخته شده‌است.

## زندگی‌نامه
در ۲ دسامبر ۱۹۳۸ در اودسا به دنیا آمد. وی بین سال‌های ۱۹۵۶ تا ۱۹۶۱ در دانشگاه اودسا تحصیل نمود و در سال ۱۹۶۱ از دپارتمان فیزیک نظری فارغ‌التحصیل شد. در بین سال‌های ۱۹۶۴ تا ۱۹۶۶ وی به عنوان محقق ارشد انستیتو فناوری لومونوسوف اودسا فعالیت نمود. آدامیان همچنین برندهٔ جوایزی همچون جایزه مارک کرین شده‌است.